# Пхутайски език
Пхутайският език (пху таи, пу тай) е таи-кадайски език, говорен от около 430 000 души в Тайланд, Виетнам, Лаос.